# Међународна класификација онколошких болести
Међународна класификација онколошких болести (енгл. International Classification of Diseases for Oncology, ICD-O) је самостални систем за класификацију болести у онкологији, који је развијен као допуна стандардне међународне класификације свих обољења. Овај допунски систем садржи шифре које се односе на морфологију и хистолошку диференцијацију тумора. Према томе, ICD-O шифрарник је представник двоаксијалних система класификације. Треће издање овог шифарника допуњује десету ревизију МКБ и издаје са заједно са њом или као одвојена публикација.
Шифра ICD-O се састоји од слова М и пет цифара (нпр. М8151/1). Прве четири цифре су морфолошка шифра и одвојене су косом цртом од последње цифре која се односи на диференцијацију тумора:
- 0 – доброћудни тумор,
- 1 – није познато да ли је тумор доброћудан или злоћудан,
- 2 – ,
- 3 – злоћудни тумор, примарна локализација,
- 6 – злоћудни тумор, метастаза,
- 9 – злоћудни тумор, није познато да ли је у питању примарни тумор или метастаза.